# Aethalura trilineata
Aethalura trilineata là một loài bướm đêm trong họ Geometridae.